# パティエンティア (小惑星)
パティエンティア (451 Patientia) は小惑星帯に位置する巨大な小惑星。1899年12月4日、オーギュスト・シャルロワがニースで発見した。
名前は「忍耐」を表すラテン語に由来する。